# Émile Fayolle
Pour les articles homonymes, voir Fayolle.
Ne doit pas être confondu avec le pilote et compagnon de la Libération Émile Fayolle (1916-1942), son petit-fils
Émile Fayolle, né le 14 mai 1852 au Puy-en-Velay et mort le 27 août 1928 à Paris, est un général de division français, élevé à la dignité de maréchal de France en 1921.
Il se distingue particulièrement au cours de la Première Guerre mondiale au commandement de plusieurs unités importantes et notamment à la tête du groupe d'armées de réserve avec lequel il contribue à briser l'offensive allemande vers Paris au mois de mars 1918. Il s'illustre ensuite lors de la seconde bataille de la Marne. Sa conduite lui vaut d'être élevé à la dignité de grand-croix de la Légion d’Honneur.

## Biographie

### Famille
Marie Émile Fayolle est né le 14 mai 1852 au  Puy-en-Velay, au 9, rue du Chenebouterie, voie renommée en 1961 « rue du Maréchal-Fayolle ». Il est le premier des six enfants nés du mariage de Jean Pierre Auguste Fayolle, négociant dentellier au Puy, et de son épouse Marie Rosine Badiou. De son mariage en 1883 à Clermont-Ferrand avec Marie Louise Augustine Collangettes, naissent deux enfants. Par cette descendance, il est le grand-père du pilote Émile Fayolle et l'arrière-grand-père d'Anne Pingeot, mère de Mazarine Pingeot,, :
- Émile Fayolle (1852-1928) épouse Marie Louise Augustine Collangettes (1859-1940)
  - Marie Catherine Jeanne Fayolle (1883-1977) épouse Paul Arthur Marie Chaudessolle (1889-1966), général de division.
    - Thérèse Chaudessolle épouse Pierre Pingeot
      - Anne Pingeot (née en 1943), conservatrice, compagne de François Mitterrand
        - Mazarine Pingeot (née en 1974), écrivaine

  - Marie Martin Pierre Fayolle (1886-1949), X 1907, ingénieur général du génie maritime. Il épouse Marie Henriette Léonie Suzanne Tézenas du Montcel.
    - Émile Fayolle (1916-1942), pilote de chasse et compagnon de la Libération

### Formation et carrière
Émile Fayolle fréquente les collèges jésuites de Saint-Michel à Saint-Étienne. De 1873 à 1875, il étudie à l’École polytechnique. Il fait carrière dans l’artillerie et enseigne notamment les tactiques d'artillerie à l'École supérieure de guerre de 1897 à 1908 . Promu général de brigade le 31 décembre 1910, il prend le commandement de l'artillerie du 12e corps d'armée. Deux ans plus tard il prend le commandement de la 19e brigade d'artillerie. Il prend sa retraite le 14 mai 1914.

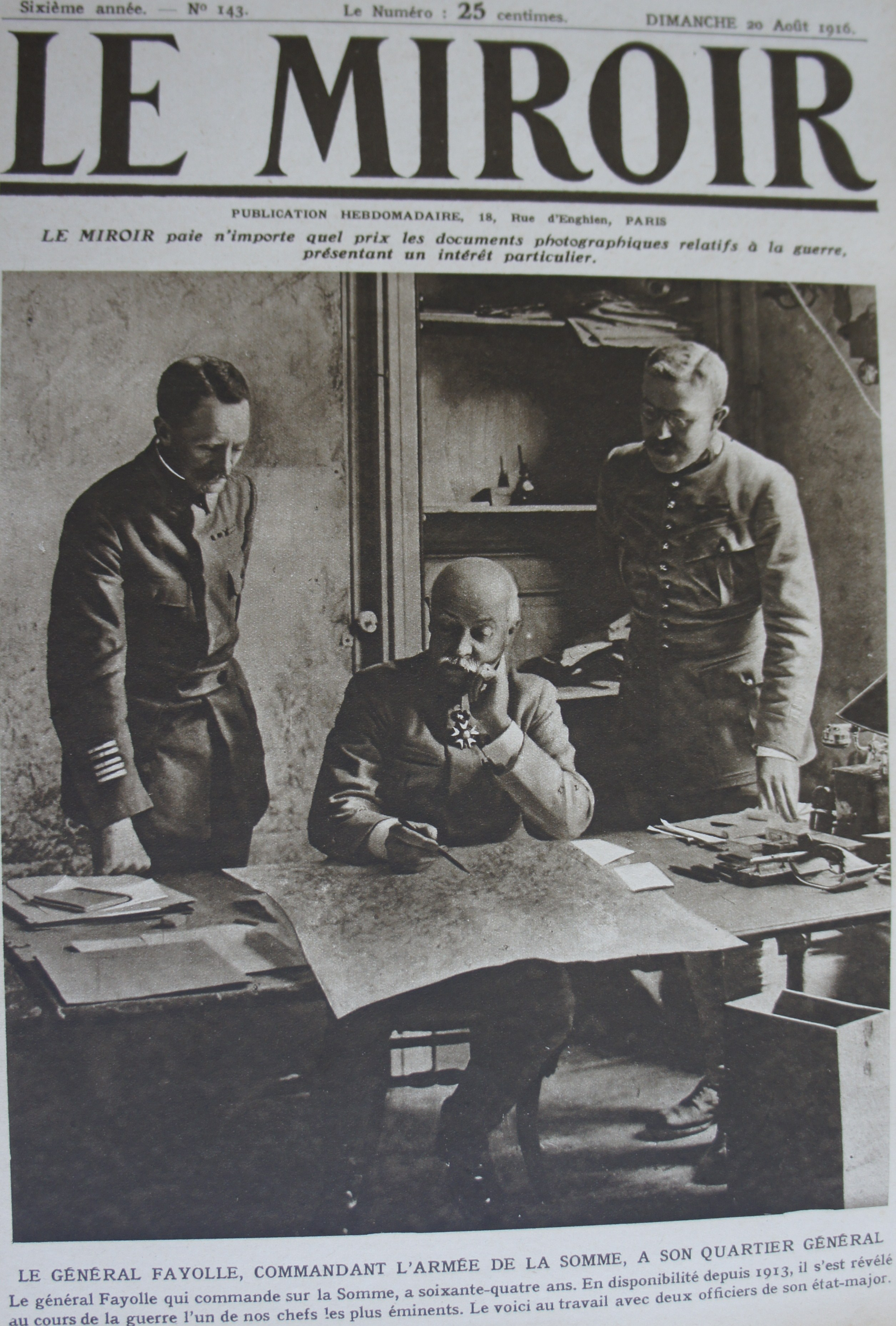
Le général Fayolle à son QG
lors de la bataille de la Somme en 1916.

### Rappelé au service lors de la Première Guerre mondiale
À la déclaration de guerre le 3 août 1914, à la demande du général Joffre, le général Fayolle est rappelé au commandement de la 139e brigade de la 70e division de réserve.
Le 13 août, il prend le commandement de la division en remplacement du général Bizart relevé de ses fonctions par Joffre, commandant en chef.
Fayolle est nommé général de division à titre temporaire en 1915, puis à titre définitif en 1916.
En février 1916, alors à la tête d’un corps d'armée, il est nommé au commandement de la 6e armée française. Durant l’été 1916, les offensives qu'il mène lors de la bataille de la Somme obtiennent peu de succès. Malgré cet échec et le remplacement de son ami Joffre par Nivelle, l’aura de Fayolle reste grande.
Transféré à la tête de la 1re armée au début de 1917, Fayolle obtient le commandement du groupe d'armées du Centre lors du remplacement de Nivelle par Pétain en mai.
Le 16 novembre 1917, Fayolle est nommé commandant en chef des forces françaises en Italie et y est envoyé à la tête de six divisions pour renforcer le front italien après le désastre de Caporetto. Il reste en Italie jusqu’en mars 1918, date à laquelle il est rappelé pour commander le groupe d’armées de réserve. Ces unités (55 divisions) jouent un rôle important lors de la grande attaque allemande de mars 1918. Il est élevé à la dignité de grand-croix de la Légion d'honneur en récompense de sa conduite le 10 juillet 1918.
Ayant été victorieux lors de la seconde bataille de la Marne, le groupe d’armées de réserve est au centre du front lors de l’offensive alliée de l’automne 1918. Après la signature de l'armistice, il occupe Mayence et la rive gauche du Rhin avec Mangin, à partir du 14 décembre 1918.

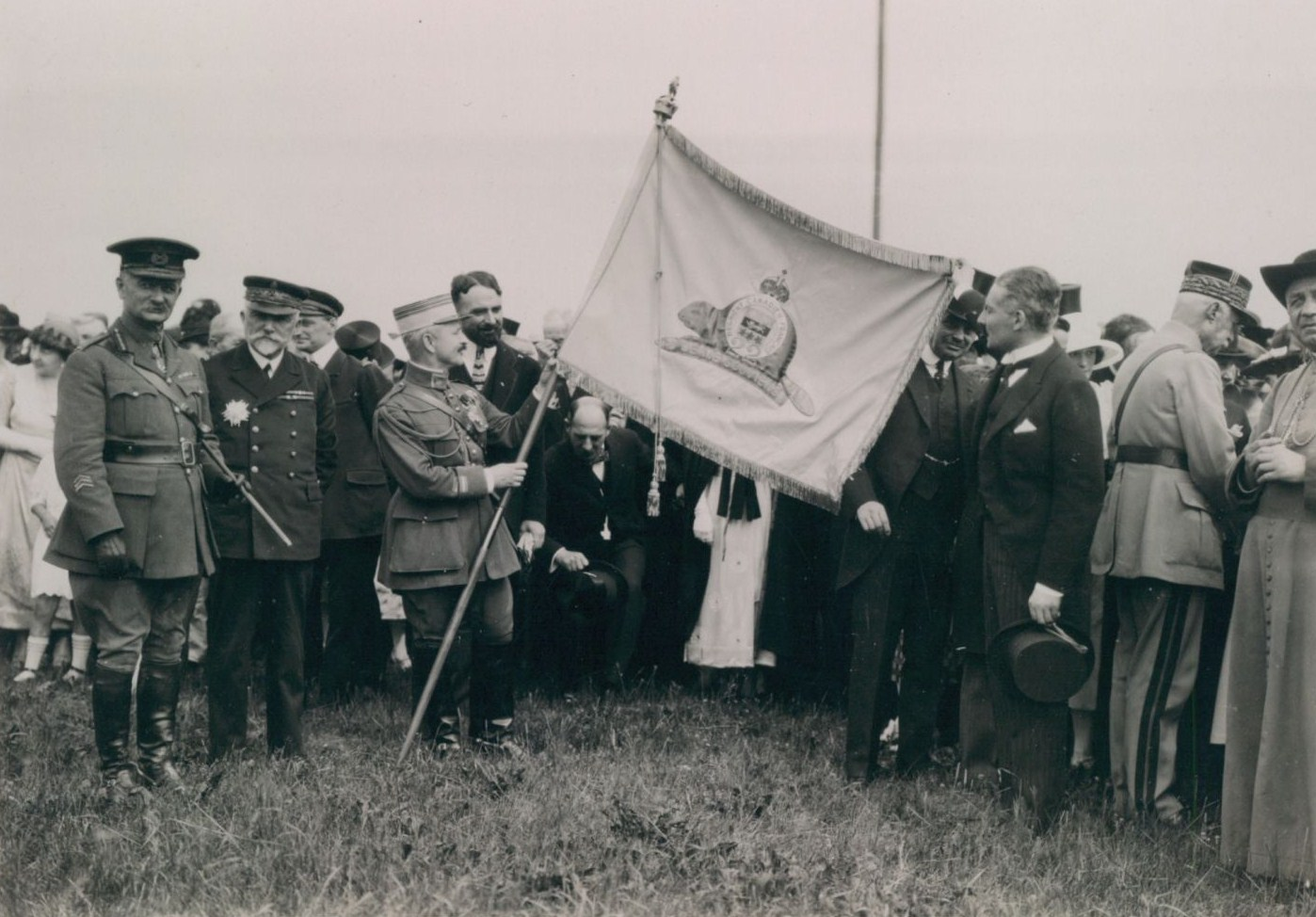
Déploiement du drapeau du
Royal 22e régiment canadien-français
aux Plaines d'Abraham (Québec) 1921.

### Maréchal de France
Après la guerre, il est décoré de la médaille militaire le 21 octobre 1919 puis nommé en 1920 au Conseil supérieur de la guerre, et exerce les fonctions d'inspecteur général de l'aéronautique de 1921 à 1924.
Le titre de maréchal de France lui est décerné le 19 février 1921. Il est chargé de conduire au Canada une mission de gratitude pour l'aide de ce pays durant la guerre et remet au gouvernement canadien un buste en bronze baptisé La France, dû à Auguste Rodin, exposé depuis dans l'édifice du Centre du Parlement du Canada à Ottawa.
Émile Fayolle meurt à 76 ans à Paris le 27 août 1928 au 18, avenue de La Bourdonnais, dans le 7e arrondissement. Son corps repose dans le caveau des gouverneurs aux Invalides.

## Grades
Fayolle fut promu général de brigade le 31 décembre 1910, général de division à titre temporaire le 14 mai 1915 et général de division le 25 mars 1916.
Le 29 février 1920, il est général de division maintenu en activité sans limite d'âge.

## Distinctions et décorations
- Élevé à la dignité de maréchal de France le 19 février 1921[8].
- Médaille militaire le 21 octobre 1919 (Nota : la médaille militaire se porte en avant la LH pour les officiers généraux ayant commandé au front, attention selon La Grande Chancellerie aucun texte officiel n'existe et il s'agit d'une simple habitude) ;
- Grand-croix de la Légion d'honneur le 10 juillet 1918[4] ,
  - chevalier le 30 décembre 1890, officier le 30 décembre 1911, commandeur le 11 octobre 1914, grand officier le 3 octobre 1916[4].
- Croix de guerre 1914-1918 avec cinq palmes le 3 octobre 1916,
- Médaille interalliée 1914-1918,
- Médaille commémorative de la guerre 1914-1918
- Médaille coloniale avec agrafe Tunisie[8]

Décorations étrangères
- Croix d'argent de Ordre militaire de Virtuti Militari (Pologne)  en 1921
- Army Distinguished Service Medal (États-Unis)
- Grand cordon de l'ordre du Ouissam alaouite (Maroc).

## Hommages

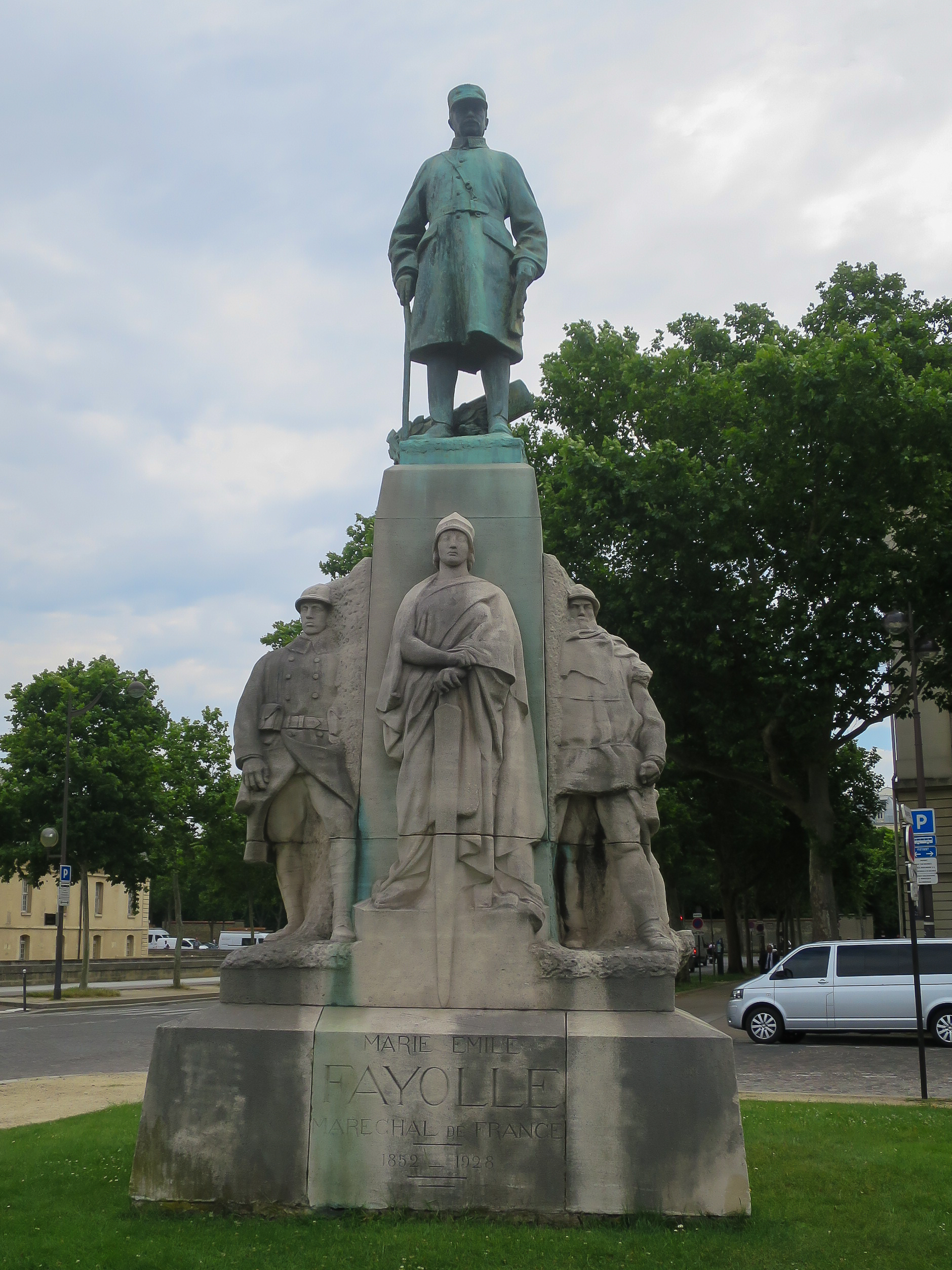
Statue du Maréchal Fayolle
sur la place Vauban à Paris
face aux Invalides.

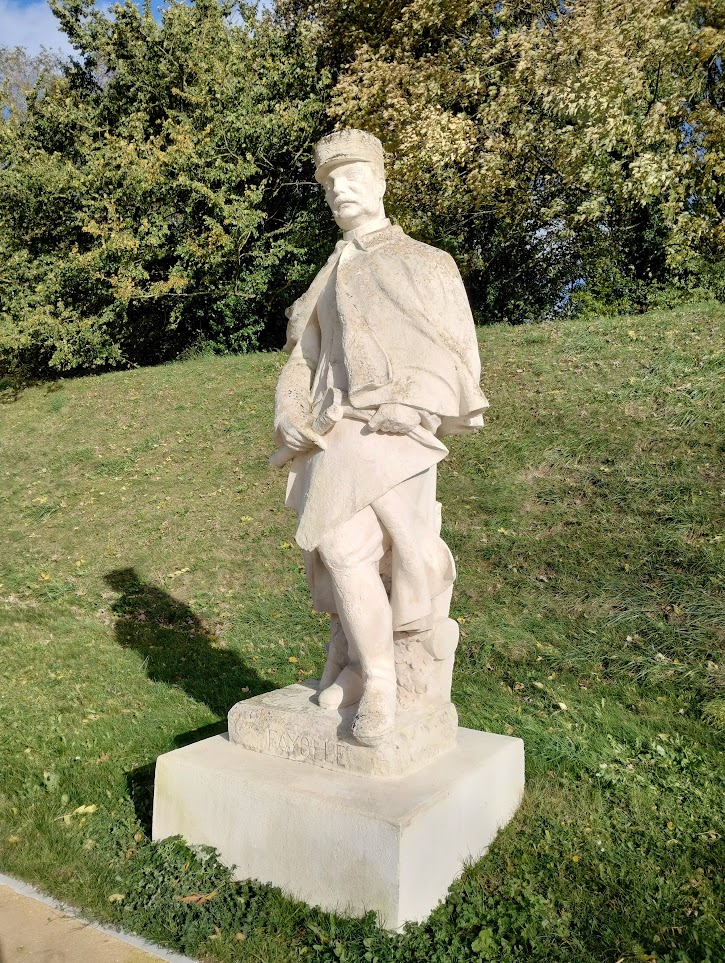
Statue du Maréchal Fayolle
au Carrefour des Maréchaux à Verdun.

- Un hommage lui est rendu par des obsèques nationales quelques jours après sa mort[10].
- Une plaque mémorielle rappelle sa naissance au Puy-en-Velay et une autre son décès au  18 avenue de La Bourdonnais à Paris. Et une troisième à Clermont-Ferrand où il habite un temps.

Plaques mémorielles concernant le Maréchal Fayolle
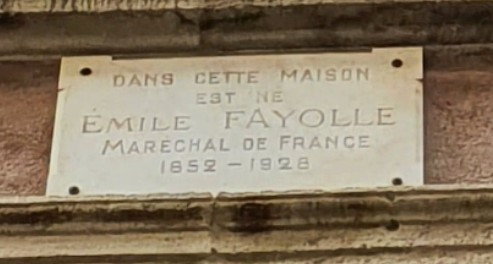
Plaque sur la Maison natale au Puy-en-Velay.
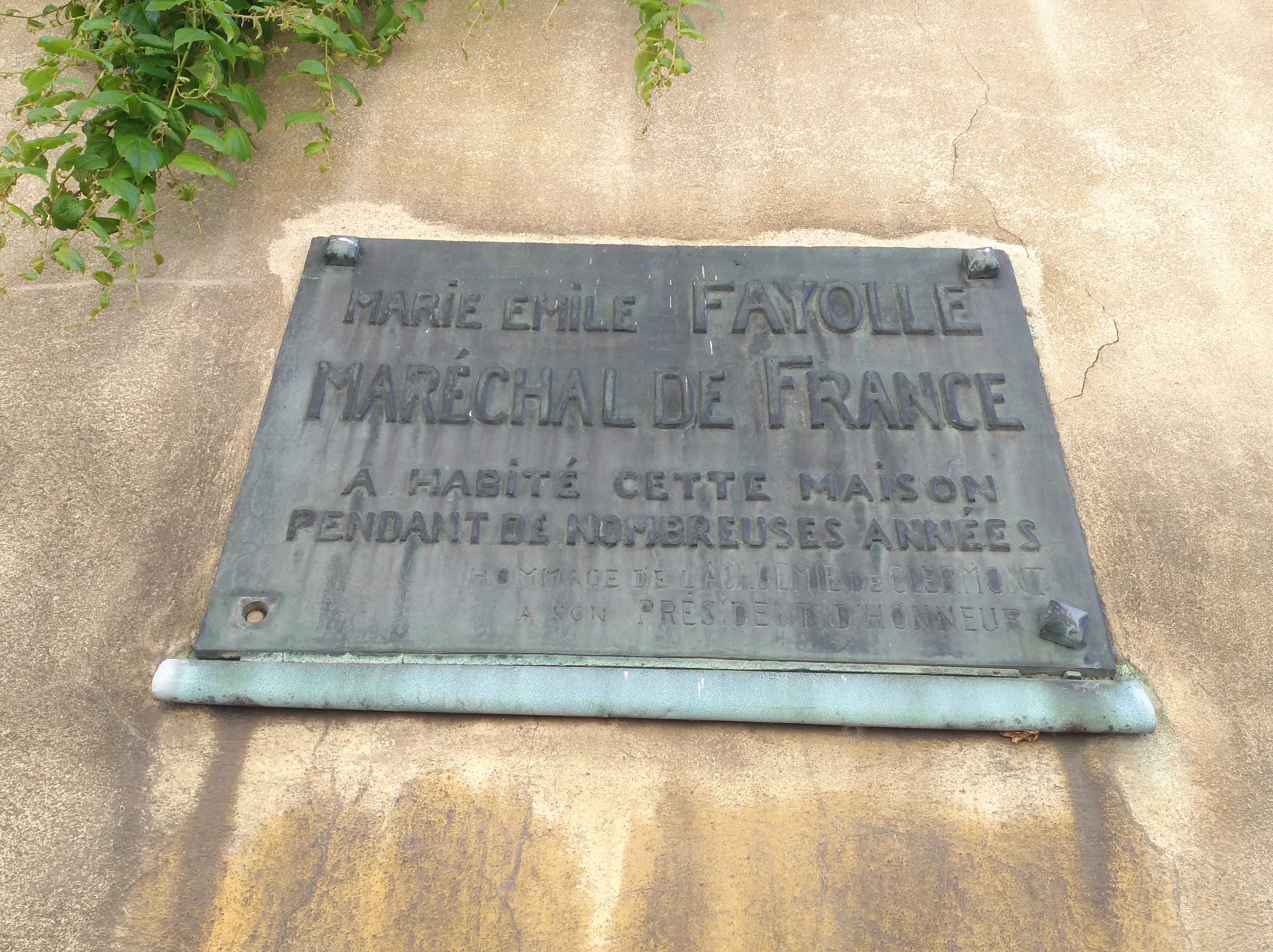
Plaque commémorative à Clermont-Ferrand.
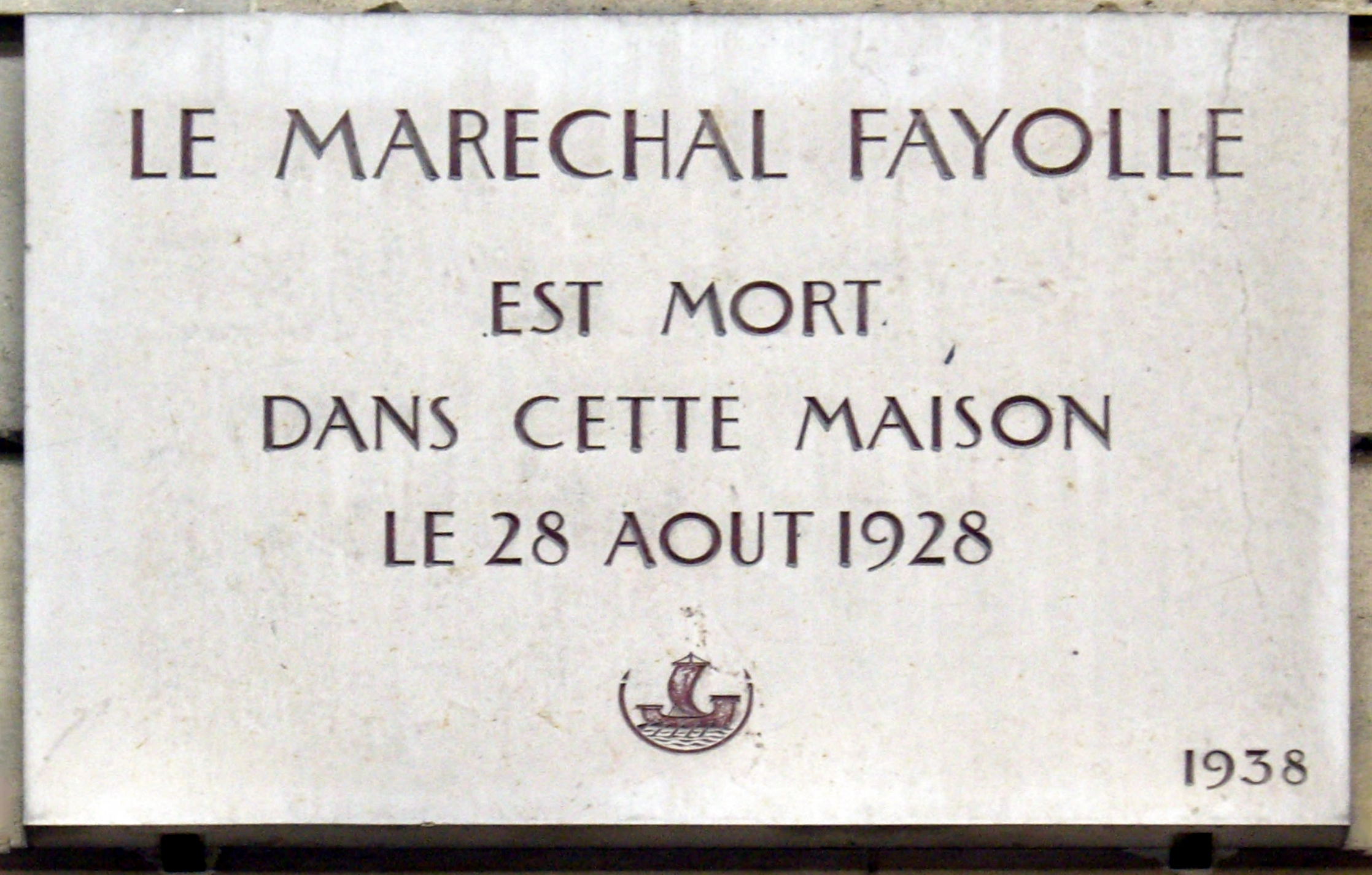
Plaque à Paris 18 avenue de La Bourdonnais.

- Une statue en bronze sur socle de pierre est érigée en 1935 sur la place Vauban dans le 7e arrondissement de Paris réalisée par le sculpteur Jean Boucher et la fonderie Rudier[11].
- Offertes en 1959 par André Malraux, alors ministre de la Culture à François Schleiter, maire de Verdun[12], seize statues en pierre de maréchaux des Premier et Second Empires et de la Première Guerre mondiale[13], parmi lesquelles, celle du maréchal Fayolle, sont installées depuis 1971 au carrefour des Maréchaux, au pied de la citadelle, à la jonction des avenues du Soldat Inconnu, du Général Boichut et du boulevard de la Citadelle. Celle du Maréchal Fayolle est la seconde à droite en venant du boulevard de la Citadelle.

- De nombreuses voies publiques en France portent son nom : 
  - avenue du Maréchal-Fayolle dans le 16e arrondissement de Paris,
  - boulevard Maréchal-Fayolle au  Puy-en-Velay sa ville natale[14],
  - dans plusieurs autres villes (liste non exhaustive) : Angoulême, Bègles, Bergerac, Billy-Montigny, Bordeaux, Combronde, Compiègne, Guer, Houdain Issoire, La Bourboule, Lyon, Marseille, Nogent-sur-Marne, Saint-Geneys-près-Saint-Paulien, Yssingeaux[15].

- Dans un petit village de Haute-Loire d'environ 300 habitants en 2025, à 20 km au nord du Puy-en-Velay, à Saint-Geneys-près-Saint-Paulien, se trouve un "château du Maréchal Fayolle", en réalité une grande maison bourgeoise construite en 1810[16], longtemps propriété de la famille Fayolle, et où Émile Fayolle aime venir se reposer. La bâtisse garde aujourd'hui (en 2025) son nom, mais elle est rachetée en 2012 alors qu'elle est en assez mauvais état, et restaurée, et son jardin transformé, pour devenir une centre de séminaires et de réceptions, en particulier pour des mariages[17],[18]. Le nom de la famille Fayolle se trouve écrit à plusieurs endroits dans le village, en particulier sur une fontaine et sur l'ancienne école[19].

- Un bâtiment de l’École polytechnique, à Palaiseau, porte son nom[20].

## Publications
- La guerre racontée par nos généraux, tome II (De la Somme au Rhin) et tome III (Les batailles de la délivrance)[c], les trois tomes sont publiés en 1920 (ASIN B00ALYZMNU).
- Au Canada, préface de Gabriel Hanotaux, Librairie F. Alcan, 1922, 269 pages
- Durant la Guerre, Émile Fayolle avait tenu un journal, publié aux éditions Plon en 1964 sous le titre  Cahiers secrets de la Grande Guerre[21] et republié en numérique en décembre 2013[22].

#### Site Internet
- « Cote LH/950/27 », base Léonore, ministère français de la Culture
- Fayolle Émile (X1873), sur le site de la bibliothèque de l’École polytechnique.
- Fayolle, Marie Émile (X 1873 ; 1852-1928), sur le site de la bibliothèque de l’École polytechnique.
- Portrait d'Emile Fayolle dans l'exposition virtuelle "La Grande Guerre des Auvergnats", réalisée par Clermont Auvergne Métropole.